# Serra da Cantareira

La Serra da Cantareira o Sierra de la Cantarera en español, es una Sierra brasileña localizada al norte de la ciudad de São Paulo, con 64.800 ha de área. Abarca los municipios de São Paulo, Guarulhos, Mairiporã e Caieiras, separados por la Serra da Pirucaia.
Su parte posterior sur pertenece al Parque Estadual da Cantareira, reserva poseedora de 7.916 hectáreas - lo equivalente a 8 mil campos de fútbol. Presenta también normas rígidas de preservación de la mata atlântica nativa, así que posee pocas sendas.
En su cara norte, en Mairiporã, se encuentran diversos barrios ricos, condominios de alto poder adquisitivo y calles y senderos destinados a la práctica de Mountain Bike.

## Historia
En los siglos XVI y XVII la región era la ruta de los tropeiros, comerciantes que se movían por medio de carretas tiradas por mulas y caballos. Establecían comércio entre la ciudad de São Paulo y otras regiones del país, en especial Minas Gerais y Goiás. Estas gentes almacenaban sus reservas agua en jarros llamados cántaros, colocados en estanterías llamadas "cantareiras", razón del nombre de la serra.
Años después gran parte de la selva nativa fue talada para el cultivo de café, hierba mate y caña de azúcar. El éxodo rural y las migraciones causaron un gran crecimiento demográfico en la ciudad de São Paulo. En el siglo XIX la futura metrópoli sofrió graves problemas de abastecimento de agua. Por medio de estudios geológicos se halló la solución en la utilización del Ribeirão da Pedra Branca, localizado en la sierra.
En 1963 la región de la Sierra se convirtió en Reserva Forestal, y posteriormente en 1986 gran parte de la misma se transformó en el Parque Estadual da Cantareira, en su unidad de preservación. En 1993 la Reserva da Biosfera do Cinturão Verde de São Paulo, de la cual es una parte, fue reconocida por la UNESCO como parte integrante de la Reserva de la Biosfera Mata Atlántica.

En el año 1996 el avión en el que viajaba la banda brasileña Mamonas Assassinas se estrelló en el lugar a las 23:16 del 2 de marzo, matando instantáneamente a todos sus integrantes.
La sierra de la Cantareira está dividida en dos municipio Caieras y Mairiporã.
En el municipio de Caieras dentro de la Sierra de la Cantareira se encuentra la Basílica Nuestra Señora del Rosario y Seminario de los Heraldos del Evangelio , construido en estilo neogotico .